# Tetrapterys tysonii
Tetrapterys tysonii är en tvåhjärtbladig växtart som beskrevs av J. Cuatrec. och T.B. Croat. Tetrapterys tysonii ingår i släktet Tetrapterys och familjen Malpighiaceae. Inga underarter finns listade i Catalogue of Life.